# Jahna-Kagen
Jahna-Kagen war eine Gemeinde, die von 1969 bis 1974 existierte. Sie ging in der Gemeinde Jahna-Löthain auf.

## Geographie und Geschichte
Jahna-Kagen befand sich westlich der Stadt Meißen auf der linken Elbseite. Vor ihrer Auflösung 1974 bestand die Gemeinde aus den 14 Ortsteilen  Gasern, Großkagen, Jesseritz, Kaisitz, Kleinkagen, Mohlis, Niederjahna, Nimtitz, Oberjahna, Priesa, Pröda, Schletta, Sieglitz und Tronitz.
Am 1. Januar 1969 schlossen sich die bis dahin selbstständigen Orte Jahna und Kagen zu Jahna-Kagen zusammen. Die Gemeinde lag im Kreis Meißen (Bezirk Dresden) der DDR. Nur fünf Jahre nach ihrer Entstehung schlossen sich am 1. März 1974 Jahna-Kagen und Löthain zur Gemeinde Jahna-Löthain mit 20 Ortsteilen zusammen.